# Малое Миассово
Ма́лое Миассо́во — озеро, расположенное в восточных предгорьях Уральских гор, в 62 км западнее г. Челябинска и в 10 км восточнее г. Миасс, на границе Чебаркульского и Аргаяшского районов Челябинской области. Частично примыкает к Ильменскому заповеднику. На берегах озера находятся деревни Уразбаева, Малая Куйсарина, Крутолапова, относящиеся к Яраткуловскому сельскому поселению Аргаяшского района и деревня Верхние Караси Непряхинского сельского поселения Чебаркульского района. Площадь поверхности водоёма — 12 км². Площадь водосборного бассейна — 300 км². Высота над уровнем моря — 290 м.
Тектонического происхождения, протоком соединяется с озером Большое Миассово. В озере имеется развитая водная растительность, встречаются заболоченные участки, берега представлены лесистыми увалами. Дно в основном каменистое, местами илистое. Присутствует остров. Приток воды обеспечивается ключами и небольшими реками.
Озеро вытянуто с запада на восток. Средняя глубина — 4 м, максимальная — 7,5 м. Вода отличается высокой степенью прозрачности (до 7 м).
В озере водится плотва, окунь, щука, ерш, линь, карась, налим, ряпушка, сиг.
Популярно для отдыха благодаря красивым ландшафтам. На берегах произрастает сосновый и смешанный лес. Есть выходы горных пород в виде каменных гряд, плит, глыб и каменных россыпей.
Вблизи озера имеются археологические достопримечательности. Стоянка «Липовая курья» была пристанищем небольшого племени примерно 5 тысяч лет назад. Всего обнаружено около 30 доисторических поселений и множество различных артефактов: глиняные вазы с орнаментом, каменные ножи, скребки.